# Флоринта (Сучава)
Флоринта (рум. Florinta) насеље је у Румунији у округу Сучава у општини Скеја. Oпштина се налази на надморској висини од 434 m.

## Становништво
Према подацима из 2002. године у насељу је живело 94 становника, од којих су сви румунске националности.